# Rosenemil - O tragică iubire
Rosenemil - O tragică iubire este un film românesc din 1993 regizat de Radu Gabrea. Rolurile principale au fost interpretate de actorii Werner Stocker, Dana Vavrova, Erich Bar, Dominique Sanda.

## Distribuție
Distribuția filmului este alcătuită din:
- Serge Reggiani — Dr. Levy
- Bernard-Pierre Ponndieu — Dr. Friedmann
- Dominique Sanda — Bertha Giuvaer
- Eusebiu Ștefănescu — Wachter
- Erich Bar — Karl
- Aristide Teică — Florarul
- Werner Stocker — Emil Lehmann
- Mircea Albulescu — Directorul
- Dana Vavrova — Lissy Vischnevska
- Mitică Popescu — Proprietarul
- Irina Movilă — Domnișoara Mitzi
- Theodor Danetti — Daladier